# 竹塘庄
竹塘庄，為1920年~1945年間存在之行政區，轄屬台中州北斗郡。今彰化縣竹塘鄉。

## 街原名
原屬深耕堡之內蘆竹塘庄、五庄仔庄、樹仔脚庄、田頭庄、番仔藔庄、下溪墘庄、鹿藔庄、面前厝庄、內新厝庄、九塊厝庄
- 內蘆竹塘改稱竹塘[1]

## 行政區劃
竹塘庄轄域內分為竹塘、五庄子、樹子脚、田頭、番子寮、下溪墘、鹿寮、面前厝、內新厝、九塊厝十個大字。